# Таонань
Таона́нь (кит. упр. 洮南, пиньинь Táonán) — городской уезд городского округа Байчэн провинции Гирин (КНР). Название городского уезда в переводе означает «к югу от реки Таоэрхэ».

## История
В 1914 году был образован уезд Таонань в составе провинции Фэнтянь. После образования марионеточного государства Маньчжоу-го Таонань с 1941 года вошёл в состав провинции Лунцзян. После Второй мировой войны уезд вошёл в состав новосозданной провинции Ляобэй. В 1949 году провинция Ляобэй была упразднена, и уезд вошёл в состав провинции Хэйлунцзян. 
В 1954 году был образован Специальный район Байчэн (白城专区) провинции Гирин, и уезд вошёл в его состав. В 1958 году уезд Таонань и 12 волостей уезда Байчэн были слиты в уезд Таоань (洮安县). В 1968 году Специальный район Байчэн был преобразован в Округ Байчэн (白城地区). В 1987 году уезд Таоань был преобразован в городской уезд Таонань.
В 1993 году округ Байчэн был преобразован в городской округ Байчэн.

## Административное деление
Городской уезд Таонань делится на 8 уличных комитетов, 6 посёлков, 8 волостей и 2 национальные волости.

## Соседние административные единицы
Городской уезд Таонань граничит со следующими административными единицами:
- Район Таобэй (на севере)
- Городской уезд Даань (на северо-востоке)
- Уезд Тунъюй (на юге)
- Автономный район Внутренняя Монголия (на западе)